# Adenomera coca
Adenomera coca е вид жаба от семейство Жаби свирци (Leptodactylidae).

## Разпространение и местообитание
Видът е разпространен в Боливия.
Обитава градски и гористи местности.